# Siphonocryptidae
Siphonocryptidae – rodzina wijów z gromady dwuparców
i podgromady Chilognatha. Jedyna z monotypowego rzędu Siphonocryptida. Obejmuje ponad 6 opisanych gatunków.
Dorosłe formy tych dwuparców osiągają do 10 mm długości ciała i mają do 50 pierścieni zagłowowych. Pokrojem przypominają Polyzoniida. Powierzchni ich ciała nie porastają szczecinki. Ich głowa jest stożkowata i nie widoczna od góry, gdyż nakrywa ją silnie rozszerzony tergit collum. Tergity tułowia są zrośnięte z pleurytami, wyposażone w poprzeczne rzędy guzków i podłużną bruzdę grzbietową. Ostatni z tergitów całkowicie nakrywa telson. Boczne ujścia gruczołów obronnych (ozopory) zlokalizowane są na przetchlinkach. Odnóża dziewiątej i dziesiątej pary są u samców przekształcone w gonopody, przy czym te pierwsze złożone są z sześciu, a te drugie z pięciu członów.
Przedstawiciele rodziny znani są z Wysp Kanaryjskich, Madery, Nepalu, Tajwanu, Półwyspu Malajskiego i Sumatry.
Rodzinę tę wprowadził w 1894 Reginald Innes Pocock, a rząd w 1985 Orator Fuller Cook. Dotychczas opisano 6 gatunków, sklasyfikowanych w dwóch rodzajach:
- Hirudicryptus Enghoff et Golovatch, 1995
- Siphonocryptus Pocock, 1894